# Mesalazin
Mesalazin ali 5-aminosalicilna kislina (5-ASA, angl. 5-aminosalicylic acid) je 5-aminoderivat salicilne kisline, ki se uporablja za zdravljenje kroničnih vnetij debelega črevesa, vključno s crohnovo boleznijo in ulceroznim kolitisom. Uporablja se zlasti pri blagi do zmerni obliki bolezni. Daje se skozi usta (peroralno) ali rektalno. Različne oblike za peroralno uporabo izkazujejo primerljivo učinkovitost.
Pogosti neželeni učinki vključujejo glavobol, slabost, bolečino v trebuhu in vročino. Možni hudi neželeni učinki so perikarditis, težave z jetri in moteno delovanje ledvic. Podatki kažejo, da je uporaba med nosečnostjo in dojenjem varna.  Mesalazin deluje protivnetno, in sicer neposredno v črevesju.
Mesalazin so v ZDA odobrili za klinično uporabo leta 1987. Uvrščen je na seznam nujnih zdravil Svetovne zdravstvene organizacije, na katerem so zdravila, bistvena za zagotavljanje osnovne zdravstvene oskrbe. Na trgu je v obliki večizvornih (generičnih) zdravil pod številnimi različnimi imeni.

## Klinična uporaba
se uporablja za zdravljenje kroničnih vnetij debelega črevesa, vključno s crohnovo boleznijo in ulceroznim kolitisom. Uporablja se zlasti pri blagi do zmerni obliki bolezni. Pri ulceroznem kolitisu se uporablja za dosego remisije pri blagem do zmerno hudem obolenju, za vzdrževanje remisije pa se uporablja tako pri ulceroznem kolitisu kot crohnovi bolezni.
Daje se skozi usta (peroralno, na primer v obliki želodčnoodpornih tablet ali zrnc) ali rektalno (v obliki svečk ali suspenzije). Različne oblike za peroralno uporabo izkazujejo primerljivo učinkovitost.

## Neželeni učinki
Neželeni učinki mesalazina se izražajo zlasti v prebavilih, na primer v obliki slabosti, bruhanja, driske in bolečine v trebuhu. Pojavljajo se tudi neželeni učinki na drugih organskih sistemih, kot sta glavobol in omotica. Pri uporabi skozi usta so poročali tudi o primerih mielosupresije oziroma zaviranja delovanja kostnega mozga (v obliki levkopenije, nevtropenije, agranulocitoze, aplastične anemije in trombocitopenije), izpadanja las, periferne nevropatije, vnetja trebušne slinavke, miokarditisa in perikarditisa, težav z jetri, alergijske ali fibrotične pljučne reakcije, izpuščaja (koprivnica in izpuščaj, podoben eritematoznemu lupusu), vročine, intersticijskega nefritisa in nefrotičnega sindroma. Ti neželeni učinki so praviloma povratni oziroma izzvenijo ob prenehanju uporabe zdravila. V zelo redkih primerih lahko pride do poslabšanja simptomov kolitisa, Stevens-Johnsonovega sindroma ali multiformega eritema.

## Mehanizem delovanja
Mesalazin predstavlja aktivni del molekule sulfasalazina; slednji se namreč v telesu presnovi do sulfapiridina in mesalazina.
Deluje protivnetno, vendar pa mehanizem njegovega delovanja ni povsem pojasnjen.
Zavira gibanje polimorfonuklearnih levkocitov in lipooksigenazo. Deluje lokalno v črevesju, kjer tako zavre nastajanje provnetnih levkotrienov (LTB4 in 5-HETE). V poskusnih razmerah je zaviral tudi ciklooksigenazo in s tem sproščanje tromboksana B2 in prostaglandina E2, vendar klinični pomen tega učinka še ni pojasnjen. Zavira tudi nastajanje dejavnika, ki aktivira trombocite (PAF), aktivira pa receptorje PPAR-gama, ki zavirajo jedrno aktivacijo vnetnih odgovorov v črevesju. Mesalazin deluje tudi kot antioksidant.